# 정시율
정시율(2013년 9월 21일 ~)은 대한민국의 배우다.

## 영화
- 나랏말싸미 (2019) - 5살 세손 역
- 귀여운 남자 (2021) - 목욕탕 어린이 역
- 영면 (2021) - 아이 역
- 스텔라 (2022) - 준아 역
- 공기살인 (2022) - 민우 친구 1 역

## 방송
- 그녀의 사생활 (2019)
- 청일전자 미쓰리 (2019) - 바다 역
- VIP (2019)
- 산후조리원 (2020)
- 구미호뎐 (2020) - 김수오 역
- 그린마더스 클럽 (2022) - 정동석 역
- 이상한 변호사 우영우 (2022) - 이세원 역